# Harold Ivory Williams (Musiker)
Harold Ivory Williams Jr. (* 25. August 1949 in Baltimore; † 9. Juni 2010 in Durham (North Carolina)) war ein US-amerikanischer Gospel-, R&B- und Fusion-Musiker (Keyboard, Piano, Synthesizer).

## Leben
Williams war Sohn des Predigers Bishop Harold I. Williams und spielte bereits mit drei Jahren Klavier. Seine Musikerkarriere begann er als Kirchenorganist mit Auftritten in seiner Heimatstadt und an der Ostküste der USA. Erste Aufnahmen entstanden mit dem Gospelmusiker James Cleveland und seinem Gospel Music Workshop of America. Bekannt wurde er vor allem ab Ende der 1960er Jahre durch seine Zusammenarbeit mit Jazz und Fusion-Musikern wie Miles Davis, an dessen Alben Big Fun und On the Corner er 1972/73 mitwirkte, sowie mit Urszula Dudziak (Urszula, 1976), Dave Liebman (Tranquility of the Protective Aura, 1977), der Studioband MFSB, George Duke, Michal Urbaniak (Body English, Smiles Ahead 1977). Er wirkte auch bei Dudziaks Disco-Hit Papaya (1975) mit; 1976 konzertierte er mit Dudziak und Urbaniak auch in Deutschland. In späteren Jahren betätigte er sich wieder als Kirchenmusiker.